# العلاقات المجرية الشمال مقدونية
العلاقات المجرية الشمال مقدونية هي العلاقات الثنائية التي تجمع بين المجر وشمال مقدونيا.

## مقارنة بين البلدين
هذه مقارنة عامة ومرجعية للدولتين:
| وجه المقارنة                                              | المجر                                                       | شمال مقدونيا                                               |
| --------------------------------------------------------- | ----------------------------------------------------------- | ---------------------------------------------------------- |
| المساحة (كم2)                                             | 93.04 ألف                                                   | 25.71 ألف                                                  |
| عدد السكان (نسمة)                                         | 9.78 مليون                                                  | 2.08 مليون                                                 |
| الكثافة السكانية (ن./كم²)                                 | 105.12                                                      | 80.9                                                       |
| العاصمة                                                   | بودابست                                                     | إسكوبية                                                    |
| اللغة الرسمية                                             | لغة مجرية                                                   | اللغة المقدونية، اللغة الألبانية                           |
| العملة                                                    | فورنت مجري                                                  | دينار مقدوني                                               |
| الناتج المحلي الإجمالي (بليون دولار)                      | 139.14 مليار                                                | 11.34 مليار                                                |
| الناتج المحلي الإجمالي (تعادل القوة الشرائية) بليون دولار | 260.42 مليار                                                | 29.26 مليار                                                |
| الناتج المحلي الإجمالي الاسمي للفرد دولار أمريكي          | 12.36 ألف                                                   | 4.85 ألف                                                   |
| الناتج المحلي الإجمالي للفرد دولار أمريكي                 | 25.07 ألف                                                   | 16.25 ألف                                                  |
| مؤشر التنمية البشرية                                      | 0.828                                                       | 0.747                                                      |
| رمز المكالمات الدولي                                      | +36                                                         | +389                                                       |
| رمز الإنترنت                                              | .hu                                                         | .mk                                                        |
| المنطقة الزمنية                                           | ت ع م+01:00، ت ع م+02:00، أوروبا/بودابست ‏، توقيت وسط أوروبا | توقيت وسط أوروبا، ت ع م+01:00، ت ع م+02:00، أوروبا/سكوبيه ‏ |

## مدن متوأمة
في ما يلي قائمة باتفاقيات التوأمة بين مدن مجرية وشمال مقدونية:
- ترتبط Szigetszentmiklós [الإنجليزية]‏ مع كوتشاني باتفاقية توأمة.

## منظمات دولية مشتركة
يشترك البلدان في عضوية مجموعة من المنظمات الدولية، منها:
| علم المنظمة | اسم المنظمة                               | تاريخ انضمام المجر | تاريخ انضمام شمال مقدونيا |
| ----------- | ----------------------------------------- | ------------------ | ------------------------- |
|             | مؤسسة التنمية الدولية                     | 29 أبريل 1985      | 25 فبراير 1993            |
|             | يونسكو                                    | 14 سبتمبر 1948     | 28 يونيو 1993             |
|             | وكالة ضمان الاستثمار متعدد الأطراف        | 21 أبريل 1988      | 19 مارس 1993              |
|             | مجلس أوروبا                               | 6 نوفمبر 1990      | ?                         |
|             | الأمم المتحدة                             | 14 ديسمبر 1955     | 8 أبريل 1993              |
|             | الاتحاد البريدي العالمي                   | ?                  | ?                         |
|             | البنك الدولي للإنشاء والتعمير             | 7 يوليو 1982       | 25 فبراير 1993            |
|             | الاتحاد الدولي للاتصالات                  | 1866               | 4 مايو 1993               |
|             | منظمة حظر الأسلحة الكيميائية              | ?                  | ?                         |
|             | مؤسسة التمويل الدولية                     | 29 أبريل 1985      | 25 فبراير 1993            |
|             | المنظمة الأوروبية لسلامة الملاحة الجوية   | 1992               | 1998                      |
|             | المركز الدولي لتسوية المنازعات الاستشارية | 6 مارس 1987        | 26 نوفمبر 1998            |
|             | منظمة التجارة العالمية                    | 1995               | ?                         |
|             | منظمة الشرطة الجنائية الدولية             | ?                  | ?                         |
|             | منظمة الأمن والتعاون في أوروبا            | 25 يونيو 1973      | 12 أكتوبر 1995            |

## وصلات خارجية
- موقع وزارة الخارجية المجرية